# Bi (gruvteknisk term)
Bi (även Bij) är en avsats i ett gruvschakt som kan tjänstgöra som arbetsplattform. Bin var vanliga i äldre tiders gruvor. Genom att avdela ett schakt med ett antal bin, minskade risken för allvarliga fallolyckor genom att fallhöjden minskades. Vid gruvarbetarnas upp- eller nedstigning på stegar gav de också en möjlighet för dem att vila sig och gjorde det möjligt för två gruvarbetare att säkrare mötas. 
Avsatserna som var gjorda av trä, utgjorde också fästen för stegar och till exempel pumpar. När pumpar (vattenkonster) drogs genom ett schakt fästes de i dessa avsatser. På avsatserna placerades också de tråg vari det vatten som kom från pumpsektionen nedanför biet tömdes och varifrån pumpsektionen ovanför biet hämtade vatten. 
Två olika typer av bi användes i gruvschakt. I djupa schakt användes ligg-bi som var fästade i berget, men i grundare schakt kunde man använda häng-bi som var hängande i träspiror. När man använde ligg-bi så vilade de på grova stockar kallade vasar som var fästade i hål i bergväggen. Dessa hål kallades bi-lock.